# Owain Finddu
Owain Finddu ou en latin Eugène aux lèvres noires, est un pseudo Haut-roi de Bretagne insulaire au début du Ve siècle.

## Contexte
L'existence d'Owain ou Owein est douteuse, et il n'est connu que par les triades galloises. Le personnage semble destiné à combler un vide dans le gouvernement de la Bretagne insulaire entre le retrait des armées romaines, l'usurpation de Constantin III et l'apparition de dynastes locaux comme Coel Hen et Vortigern. 
La tradition fait d'Owain le fils de Magnus Maximus et de la princesse Hélène fille d'Eudaf Hen, et il semble emprunter son nom à Eugène, brièvement prétendant à la pourpre en 392 et 394. Comme cet Eugène disparaît rapidement, il paraît peu possible qu'il s'agisse de l'Owain dont la tradition fait un « Haut roi de Bretagne » vers la même époque. Si ce personnage a réellement existé, il semble assez évident au vu de la situation qu'il serait plutôt un chef militaire à défaut d'être un roi, ou même un décurion romanisé.
Owain ou Eugenius, l'occupant d'une villa romaine à Caerworgan près de Llantwit Major, est donc supposé être un fils cadet de Magnus Maximus il est l'un des trois « Officiers en chef de l'île de Bretagne » de la triade galloise. Il est considéré comme l'un des souverains du sous-royaume de Gwent et gouverneur d'Ewyas, contemporain de la lettre d'Honorius aux cités de Bretagne de 410 et de la défaite de saxons vers 411 évoqué par Gildas. Il  aurait reçu le titre de « Weldig » (empereur) comme Maximus, Cunedda et Ambrosius
Même s'il n'a pas vraiment existé comme « Haut-roi », il est la personnification de l'autorité dans la Bretagne après le retrait des armées romaines, époque où l'on espérait le maintien d'un gouvernement fort face aux agressions de Angles sur les côtes, mais aussi des Pictes dans le nord et des Scots dans l'ouest. Selon Gildas le Sage, c'était une grave période de guerre civile et de famine. L'autorité du pseudo Owain comme gouverneur, souverain ou simple administrateur devait faire face à ces problèmes, et il n'est pas absurde de penser à son échec, connaissant l'avenir morcelé du pays de Galles. Il a été également associé avec le personnage d'Ambrosius Aurelianus.

## Article lié
- Ewyas
- Royaume de Gwent
- Magnus Maximus

## Sources
- (en) Mike Ashley, The Mammoth Book of British Kings & Queens, Londres, Robinson, 1998, p. 109 « Owain alleged High King of Britain c. 411 - c.425 »
- (en) Peter Bartrum, A Welsh classical dictionary: people in history and legend up to about A.D. 1000, Aberystwyth, National Library of Wales, 1993, p. 595-596 OWAIN FINDDU ap MACSEN WLEDIG. (Legendary). (355).